# Penda Sy
Pour les articles homonymes, voir Sy.
Penda Sy, née le 29 avril 1984 à Loudéac, est une joueuse française de basket-ball internationale, évoluant au poste d’intérieure-pivot. Elle mesure 1,90 m.
Son frère cadet Pape Sy est également joueur de basket-ball professionnel.

## Clubs
| Saisons   | Équipe                                     | Pays    |
| 1999-2002 | INSEP (NF1)                                | France  |
| 2002-2003 | ASPTT Aix-en-Provence                      | France  |
| 2003-2007 | Tarbes GB                                  | France  |
| 2007-2008 | Mourenx BC                                 | France  |
| 2008-2009 | Pio XII Saint-Jacques-de-Compostelle (LF2) | Espagne |

## Palmarès

### Équipe de France
- Médaillée de bronze à l’Euro junior 2002
- Médaillée d'argent à l’Euro espoir

- Médaillée de bronze au championnat du monde espoir 2003
- Première sélection en Équipe de France A en août 2004 contre les États-Unis

### Club
- Vainqueur de l’EuroCup 2003 avec Aix-en-Provence
- Finaliste du tournoi de la fédération 2004 avec Tarbes
- 3e meilleure joueuse espoir de ligue féminine en 2004